# Lỗ mây

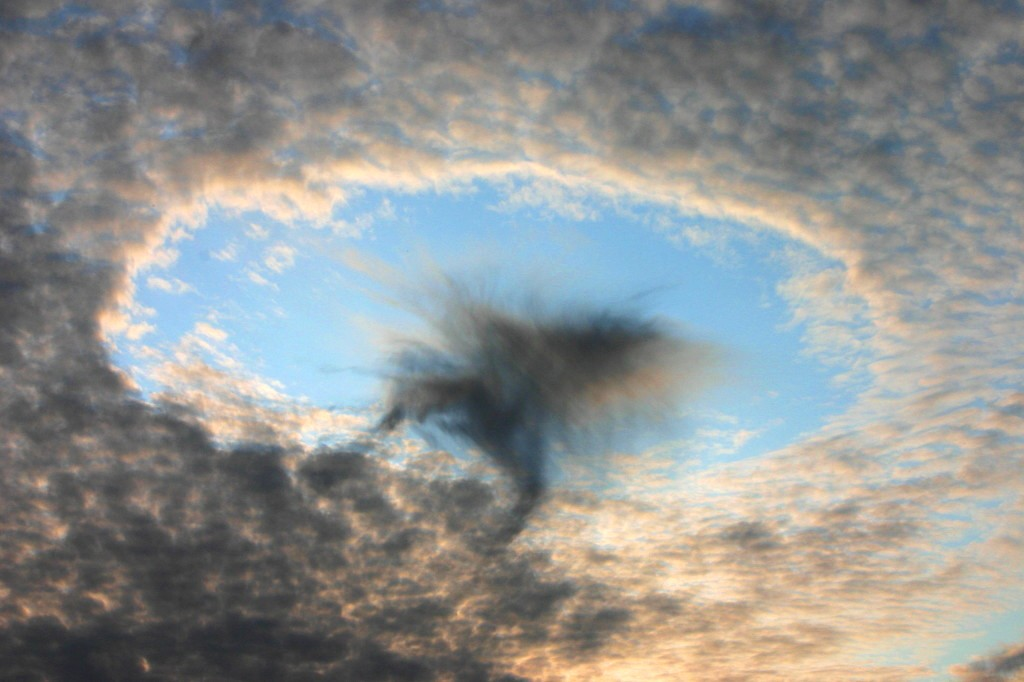
Một lỗ mây và virga ở Áo, tháng 8 năm 2008

Một lỗ mây (còn được gọi là một cavum) là một khoảng trống lớn, thường có dạng hình tròn hoặc hình elip, có thể xuất hiện trong mây ti tích hoặc mây trung tích. Lỗ mây được tạo ra khi nhiệt độ nước trong mây thấp hơn điểm đóng băng, nhưng nước ở nhiệt độ siêu lạnh chưa đóng băng do thiếu các hạt mầm băng. Khi hạt mầm băng hình thành nhanh chóng, nó gây ra hiệu ứng dây chuyền được tạo ra do quá trình Bergeron. Chúng trở nên nặng hơn và bắt đầu rơi đột ngột, tạo ra một lỗ lớn hình tròn trong đám mây.
Người ta cho rằng việc đưa một số lượng lớn các hạt mầm băng cực nhỏ vào trong lớp mây đã tạo ra hiệu ứng domino của phản ứng hợp hạch và tạo ra lỗ mây. Các tinh thể băng có thể được hình thành qua sự di chuyển của máy bay, trong đó thường có một giảm lớn trong áp lực đằng sau cánh. Khi đó không khí được àm mát rất nhanh và tạo ra một dải tinh thể băng theo sau khi máy bay bay ngang qua. Các tinh thể băng này được bao quanh bởi các giọt nước, và hình thành nhanh chóng nhờ quá trình Bergeron, khiến các giọt nước này bốc hơi và tạo ra một lỗ với các vệt tinh thể băng bên dưới nó. Một tài liệu vệ tinh ban đầu về các lỗ mây kéo dài trên Florida Panhandle có khả năng do máy bay bay qua đã xuất hiện trong Corfidi và Brandli (1986). Các lỗ mây được các vệ tinh ghi lại có độ phân giải cao hơn ngày nay nhìn thấy thường xuyên hơn (ví dụ: xem hình ảnh ví dụ thứ hai trong bài viết này).
Các bài báo của Westbrook và Davies (2010) và Heymsfield et al.(2010) giải thích chi tiết hơn về quá trình hình thành các lỗ mây và chỉ ra một số quan sát về chúng. Những lỗ mây không chỉ xuất hiện ở duy nhất một nơi cố định mà đã được ghi nhận ở khắp nơi trên thế giới.
Do độ hiếm gặp và hình dáng khác thường của lỗ mây, nhiều người đã nhầm lẫn hoặc cho rằng đây là các vật thể bay không xác định.

## Ví dụ

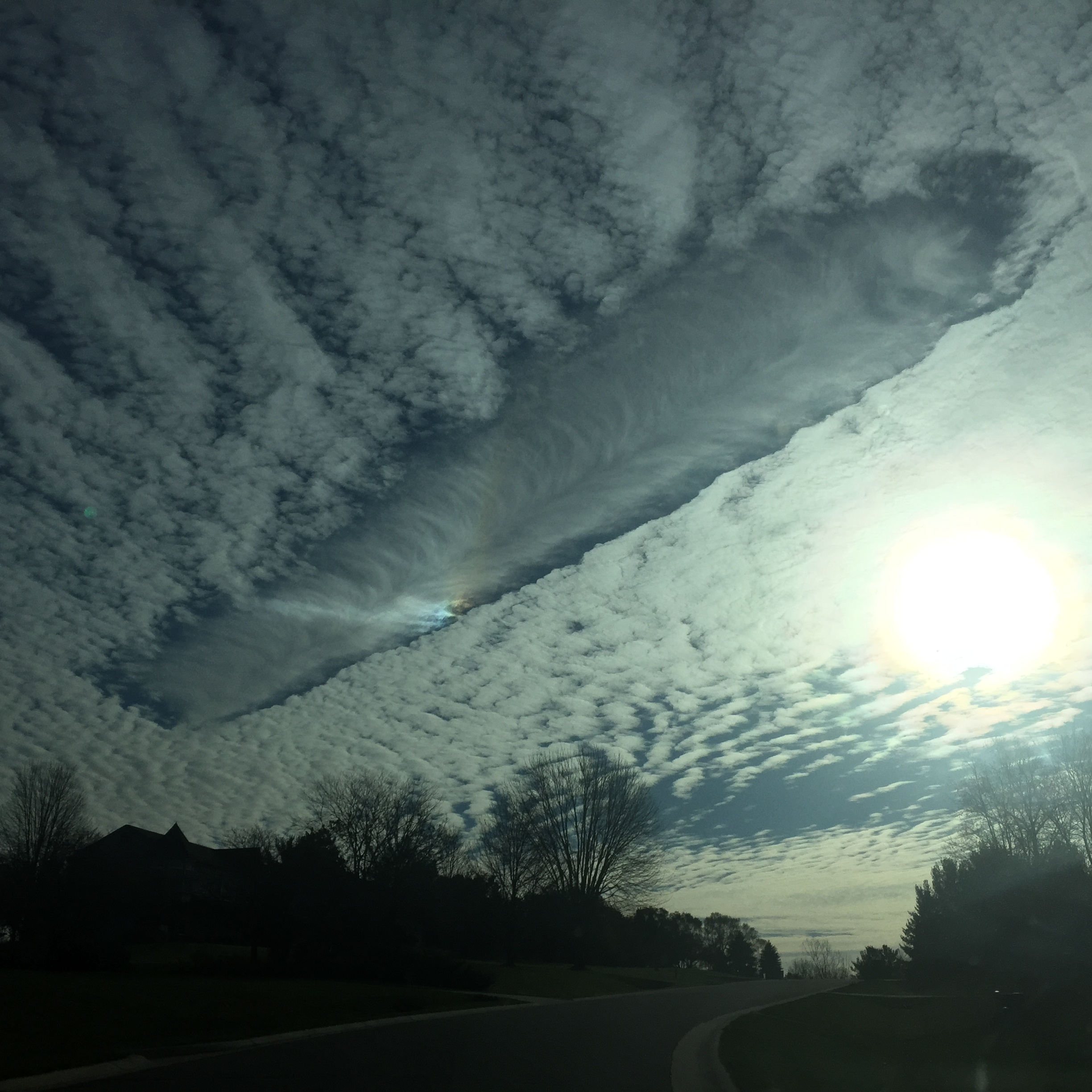
Lỗ mây ở Ann Arbor, Michigan, ngày 14 tháng 11 năm 2016.
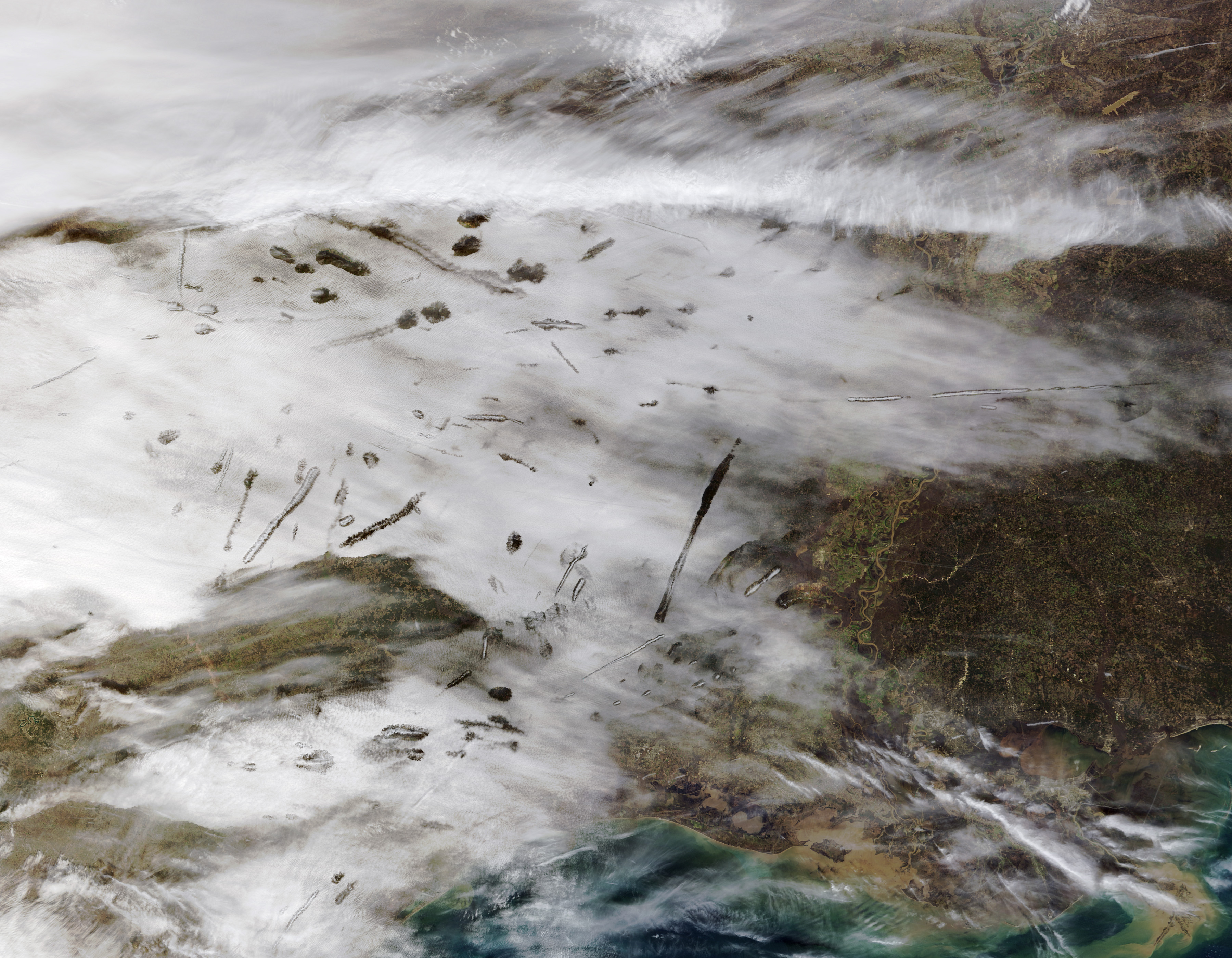
Hình ảnh vệ tinh về các lỗ mây ở phía đông Texas và Louisiana vào tháng 1 năm 2007
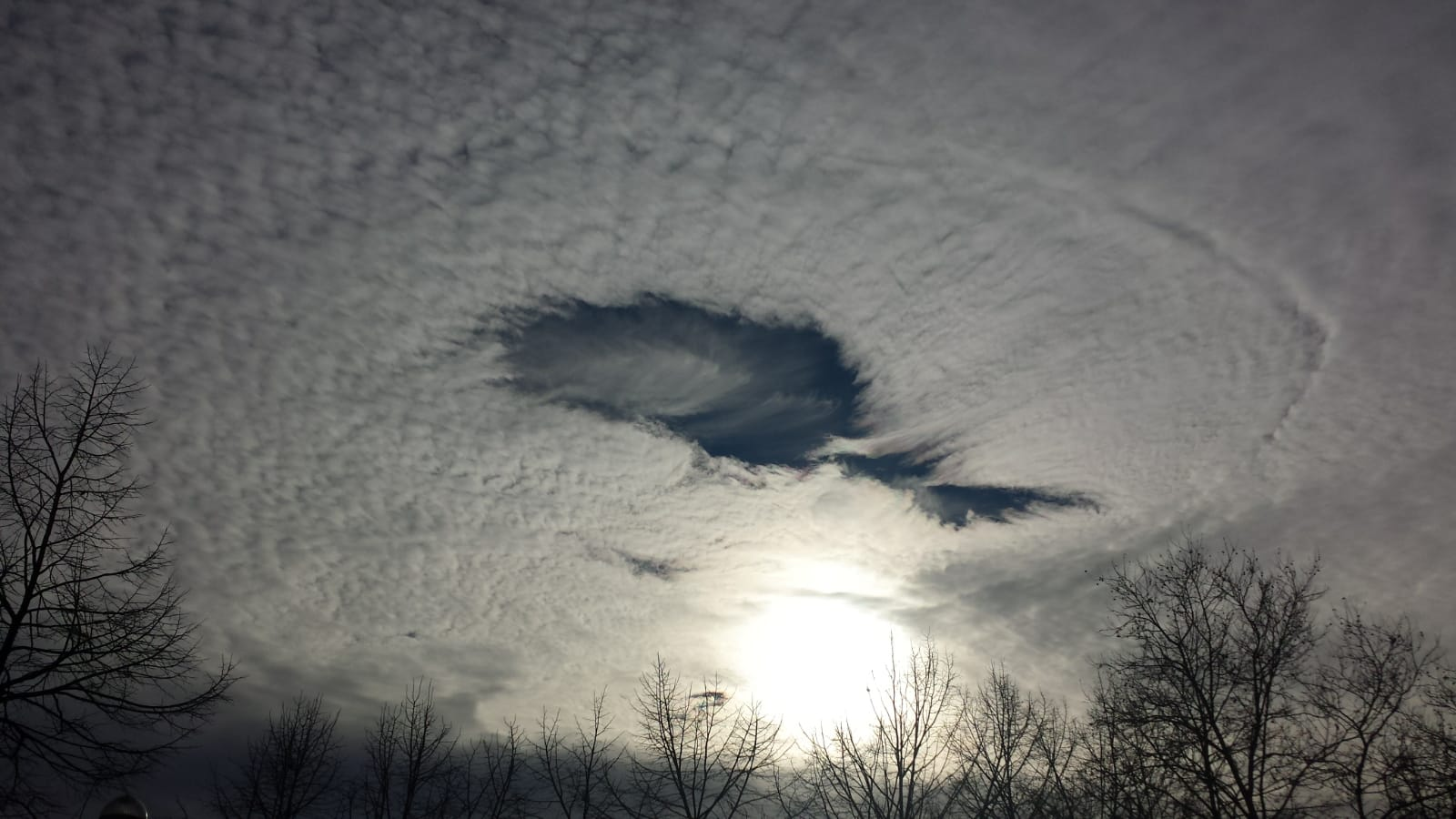
Lỗ mây ở Naples, Ý, ngày 26 tháng 12 năm 2018
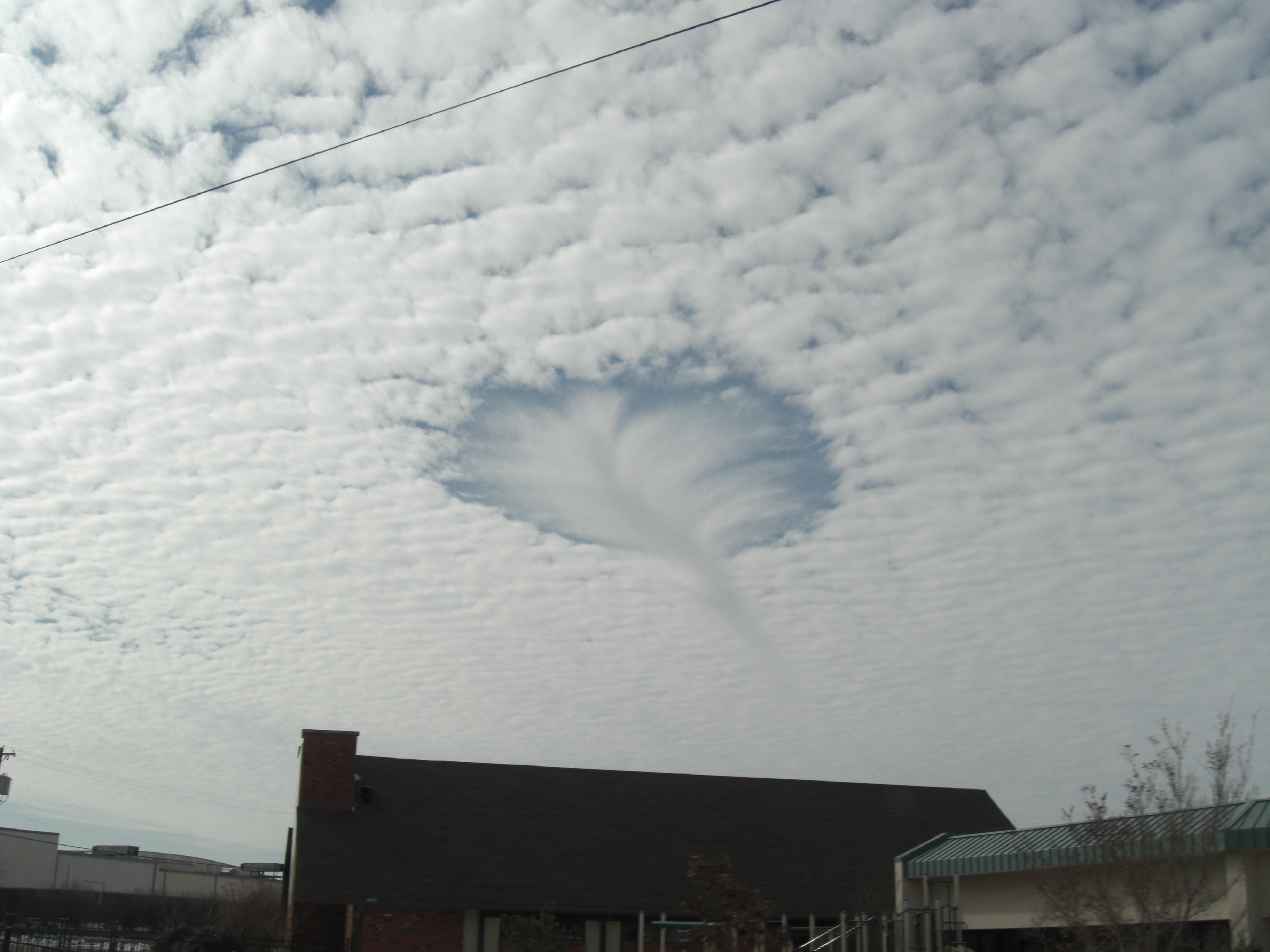
Lỗ mây ở thành phố Oklahoma, Oklahoma, tháng 1 năm 2010
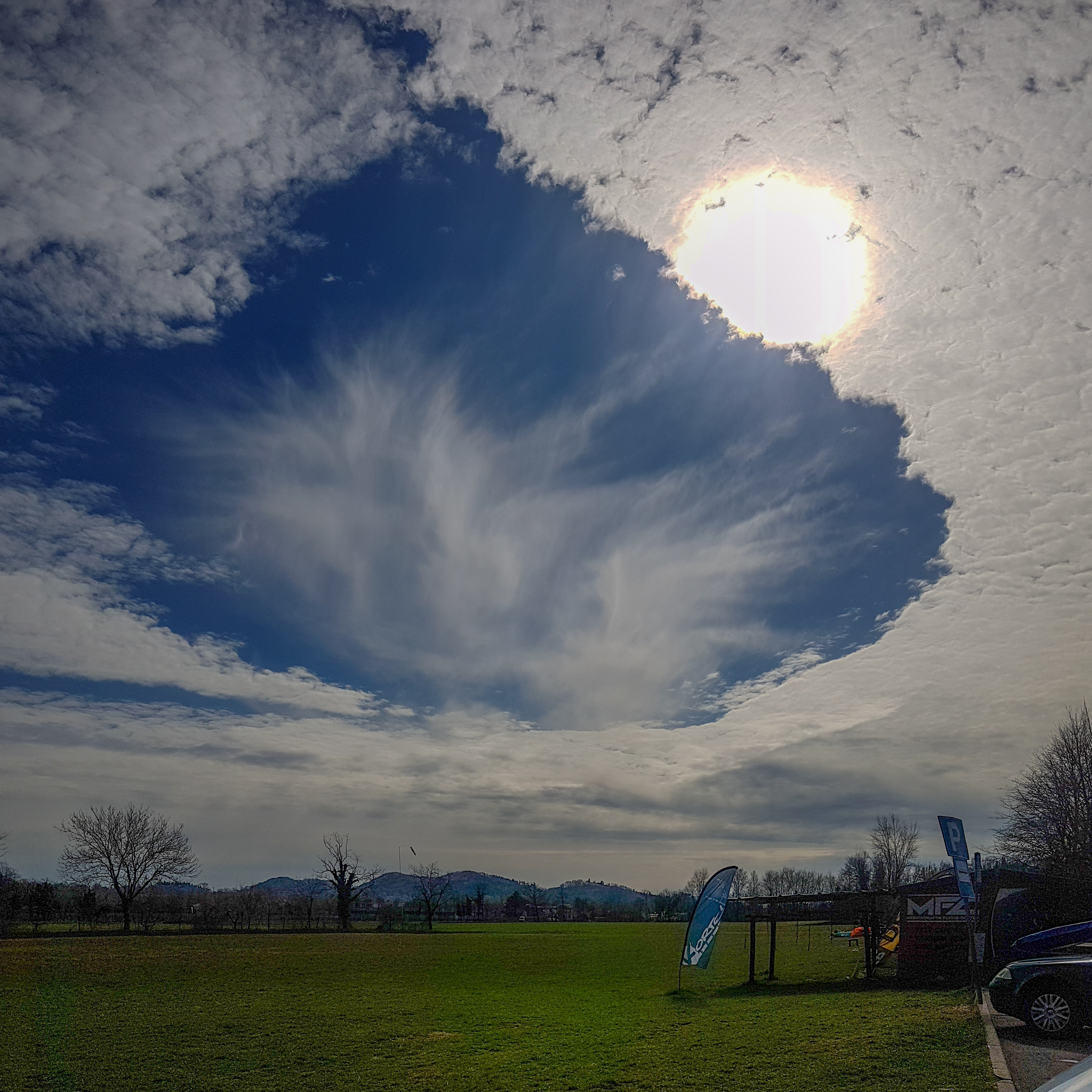
Lỗ mây ở, Ý, Borso del Grappa, ngày 19 tháng 3 năm 2019